# Serre di Vigliano
Serre di Vigliano è un rilievo dei Monti del Cicolano che si trova tra il Lazio e l'Abruzzo, tra la provincia di Rieti e la provincia dell'Aquila, tra i comuni di Scoppito e Fiamignano.